# Andrés San Martín
Andrés San Martín (Lomas de Zamora, 12 aprile 1978) è un ex calciatore argentino, di ruolo centrocampista.